# مرزوق الروقي
مرزوق بن سعيد الروقي العتيبي (مواليد 5 فبراير 1982، في الرياض) هو شاعر وإعلامي سعودي، بدأ نشر إنتاجه الشعري سنة 2002م. صدر له عام 2011م ديوان صوتي اسمه (عذرك معك)، تعاون فيه مع عدد من الفنانين والمنشدين أبرزهم: الفنان خالد عبد الرحمن، والمنشدين فهد مطر ومهنا العتيبي.
قدّم في عام 2014م برنامج (مراسي) الشعري عبر إذاعة إم بي سي إف إم، وحصل على جائزة المركز الأول في مهرجان الخليج الثالث عشر للإذاعة والتلفزيون عن فئة البرامج الحوارية الإذاعية.

## الحياة الشخصية
للروقي أخوان هو ثالثهما وأخت واحدة.

## الحياة المهنية
بدأ نشر أعماله في عام 2002، وحصل في نوفمبر 2007 على المركز الأول في مسابقة أفضل قصيدة في عبد العزيز آل سعود (بعنوان «سيرة بطل») في الحفل الختامي لملتقى قبيلة عتيبة لمزايين الإبل، ونشر وتواجد في كثير من المجلات والصحف السعودية والخليجية، وأقام عددا من الأمسيات الشعرية في السعودية كذلك في جمهورية مصر العربية.
- شيلات عذرك معك: من أبرز شيلات الديوان: (عذرك معك، المواساة، الراحلين، أفضل الخلق، غربة الروح، مسيرات النجوم، ما بخاطرك قوليه، سيف الهوى، دورة زمنّا، الصافنات)، وقد أنشد هذه القصائد على التوالي: الفنان خالد عبد الرحمن ومهنا العتيبي وناصر السيحاني وفهد مطر وسعود الدلبحي ومحمد فهد القحطاني وكذلك ياسر العتيبي.[3]
- مقدم برنامج (مراسي) الشعري الإذاعي عبر إذاعة إم بي سي إف إم سنة 2014. وحصل البرنامج على جائزة المركز الأول في مهرجان الخليج الثالث عشر للإذاعة والتلفزيون عن فئة البرامج الحوارية الإذاعية.[4]
- في 2016 أصدر ديوانه المطبوع (حلم العيون السود)، وكان الطرح الأول للديوان في معرض الرياض الدولي للكتاب.[8]